# Транспорт Колумбії
Транспорт Колумбії представлений автомобільним , залізничним , повітряним , водним (морським, річковим)  і трубопровідним , у населених пунктах  та у міжміському сполученні діє громадський транспорт пасажирських перевезень. Площа країни дорівнює 1 138 910 км² (26-те місце у світі). Форма території країни — складна; максимальна дистанція з півночі на південь — 1880 км, зі сходу на захід — 1370 км. Географічне положення Колумбії дозволяє контролювати транспортні шляхи між країнами Південної і Північної Америки (Панамериканське шосе); морські шляхи вздовж тихоокеанського та атлантичного (Карибське море) узбережжя континенту.

## Автомобільний
Загальна довжина автошляхів у Колумбії, станом на 2017 рік, дорівнює 204 855 км (34-те місце у світі).

## Залізничний
Загальна довжина залізничних колій країни, станом на 2014 рік, становила 874 км (94-те місце у світі), з яких 150 км стандартної 1435-мм колії, 1 991 км вузької 914-мм колії.

## Повітряний
У країні, станом на 2013 рік, діє 836 аеропортів (8-ме місце у світі), з них 121 із твердим покриттям злітно-посадкових смуг і 715 із ґрунтовим. Аеропорти країни за довжиною злітно-посадкових смуг розподіляються наступним чином (у дужках окремо кількість без твердого покриття):
- довші за 10 тис. футів (>3047 м) — 2 (1);
- від 10 тис. до 8 тис. футів (3047-2438 м) — 9 (0);
- від 8 тис. до 5 тис. футів (2437—1524 м) — 39 (25);
- від 5 тис. до 3 тис. футів (1523—914 м) — 53 (201);
- коротші за 3 тис. футів (<914 м) — 18 (418)[1].

У країні, станом на 2015 рік, зареєстровано 12 авіапідприємств, які оперують 157 повітряними суднами. За 2015 рік загальний пасажирообіг на внутрішніх і міжнародних рейсах становив 30,7 млн осіб. За 2015 рік повітряним транспортом було перевезено 1,317 млрд тонно-кілометрів вантажів (без врахування багажу пасажирів).
У країні, станом на 2013 рік, споруджено і діє 3 гелікоптерні майданчики.
Колумбія є членом Міжнародної організації цивільної авіації (ICAO). Згідно зі статтею 20 Чиказької конвенції про міжнародну цивільну авіацію 1944 року, Міжнародна організація цивільної авіації для повітряних суден країни, станом на 2016 рік, закріпила реєстраційний префікс — HJ, HK, заснований на радіопозивних, виділених Міжнародним союзом електрозв'язку (ITU). Аеропорти Колумбії мають літерний код ІКАО, що починається з — SK.

## Водний

### Морський
Головні морські порти країни: Картахена, Санта-Марта, Турбо — на атлантичному узбережжі; Буенавентура — на тихоокеанському. Нафтовий термінал Ковенас у відкритому морі. Балкерне завантаження кам'яного вугілля в порту Пуерто-Болівар. Річний вантажообіг контейнерних терміналів (дані 2011 року):
Картахена — 1,85 млн контейнерів (TEU).
Морський торговий флот країни, станом на 2010 рік, складався з 12 морських суден з тоннажем більшим за 1 тис. реєстрових тонн (GRT) кожне (105-те місце у світі), з яких: суховантажів — 9, танкерів для хімічної продукції — 1, нафтових танкерів — 2.
Станом на 2010 рік, кількість морських торгових суден, що зареєстровані під прапорами інших країн — 4 (Антигуа і Барбуди — 1, Панами — 2, Португалії — 1).

### Річковий
Загальна довжина судноплавних ділянок річок і водних шляхів, доступних для суден з дедвейтом понад 500 тонн, 2012 року становила 24 725 км (6-те місце у світі). Лише 18 300 км використовуються постійно. Головна водна транспортна артерія країни — річка Магдалена, 1488 км якої судноплавні цілий рік.
Головні річкові порти країни: Барранкілья на річці Магдалена, що несе свої води до Карибського моря.

## Трубопровідний
Загальна довжина газогонів у Колумбії, станом на 2013 рік, становила 4 991 км; нафтогонів — 6 796 км; продуктогонів — 3 429 км.

## Державне управління
Держава здійснює управління транспортною інфраструктурою країни через міністерство транспорту. Станом на 15 грудня 2016 року міністерство в уряді Хуана Мануеля Сантоса Кальдерона очолював Хорхе Енріке Рохас.

### Українською
- Атлас. 10-11 клас. Економічна і соціальна географія світу / упорядники :  О. Я. Скуратович, Н. І. Чанцева. — К. : ДНВП «Картографія», 2010. — ISBN 978-966-475-639-3.
- Атлас світу / голов. ред. І. С. Руденко ; зав. ред. В. В. Радченко ; відп. ред. О. В. Вакуленко. — К. : ДНВП «Картографія», 2005. — 336 с. — ISBN 9666315467.
- Безуглий В. В. Економічна і соціальна географія зарубіжних країн : Навчальний посібник. — К. : ВЦ «Академія», 2007. — 704 с. — ISBN 978-966-580-239-6.
- Безуглий В. В., Козинець С. В. Регіональна економічна і соціальна географія світу : Навчальний посібник. — видання 2-ге, доп., перероб. — К. : ВЦ «Академія», 2007. — 688 с. — ISBN 966-580-144-9.
- Головченко В., Кравчук О. Країнознавство: Азія, Африка, Латинська Америка, Австралія і Океанія. — К., 2006. — 335 с. — ISBN 966-8939-04-2.
- Дахно І. І. Країни світу: Енциклопедичний довідник / І. І. Дахно, С. М. Тимофієв. — К. : Мапа, 2011. — 606 с. — (Бібліотека нового українця) — ISBN 978-966-8804-23-6.
- Дахно І. І. Економічна географія зарубіжних країн : навчальний посібник. — К. : Центр учбової літератури, 2014. — 319 с. — ISBN 978-611-01-0682-5.
- Дорошенко В. І. Географія транспорту : Навчальний посібник / В. І. Дорошенко, К. Д. Діденко. — К. : Київський нац. ун-т ім. Т. Шевченка, 2010. — 183 с. — ISBN 978-966-439-329-1.
- Дубович І. А. Країнознавчий словник-довідник. — 5-те вид., перероб. і доп. — К. : Знання, 2008. — 839 с. — ISBN 978-966-346-330-8.
- Економічна і соціальна географія країн світу : Навчальний посібник / За ред. С. П. Кузика. — Л. : Світ, 2002. — 672 с. — ISBN 966-603-178-7.
- Зарубіжна транспортна географія : навчальний посібник / уклад. : Петрашевський О. Л. и др. — К. : Національний транспортний університет, 2015. — 95 с. — ISBN 978-966-632-227-5.
- Книш М. М., Мамчур О. І. Регіональна економічна і соціальна географія світу (Латинська Америка та Карибські країни, Африка, Азія, Океанія) : навч. посіб. — Л. : ЛНУ ім. Івана Франка, 2013. — 368 с. — ISBN 978-617-10-0007-0.
- Кузик С. П., Книш М. М. Економічна і соціальна географія країн Америки : навч. посіб. — Л. : ЛНУ ім. Івана Франка, 1999. — 299 с. — ISBN 966-613-026-2.
- Юрківський В. М. Регіональна економічна і соціальна географія. Зарубіжні країни : Підручник. — К. : Либідь, 2001. — 416 с. — ISBN 966-06-0092-5.

### Англійською
- (англ.) Modern Transport Geography / Hoyle, B. and R. Knowles (eds). — Second Edition,. — London : Wiley, 1998.
- (англ.) Rodrigue, J-P. The Geography of Transport Systems. — Fourth Edition. — N. Y. : Routledge, 2017. — 440 с. — ISBN 978-1138669574.
- (англ.) Taaffe E. J., Gauthier H. L. and O'Kelly M. E. Geography of transportation. — Second Edition. — N. Y. : Prentice Hall, 1996. — ISBN 0-13-368572-1.
- (англ.) Black, W. Transportation: A Geographical Analysis. — N. Y. : Guilford, 2003.

### Російською
- (рос.) Колумбия // Латинская Америка. Энциклопедический справочник [в 2-х тт.] / Главный редактор В. В. Вольский. — М. : Советская энциклопедия, 1982. — Т. 2. К-Я. — С. 21.
- (рос.) Максаковский В. П. Географическая картина мира. Книга I: Общая характеристика мира. — М. : Дрофа, 2008. — 495 с. — ISBN 978-5-358-05275-8.
- (рос.) Максаковский В. П. Географическая картина мира. Книга II: Региональная характеристика мира. — М. : Дрофа, 2009. — 480 с. — ISBN 978-5-358-06280-1.
- (рос.) Физико-географический атлас мира. — М. : Академия наук СССР и главное управление геодезии и картографии ГГК СССР, 1964. — 298 с.
- (рос.) Шаповал Н. С. Транспортная география и транспортные системы мира : учебное пособие. — К. : Центр учбової літератури, 2006. — 188 с. — ISBN 000-0000-00-4.
- (рос.) Экономическая, социальная и политическая география мира. Регионы и страны / под ред. С. Б. Лаврова, Н. В. Каледина. — М. : Гардарики, 2002. — 928 с. — ISBN 5-8297-0039-5.
- (рос.) Энциклопедия стран мира / глав. ред. Н. А. Симония. — М. : НПО «Экономика» РАН, отделение общественных наук, 2004. — 1319 с. — ISBN 5-282-02318-0.